# Between Two / Between Voices
Between Two / Between Voices is het tweede muziekalbum van het Britse Anti Atlas; een samenwerkingsverband tussen Ned Bighem en Chris Hufford. Het album valt in twee delen uiteen; figuurlijk en letterlijk. De eerste cd bevat instrumentale muziek; op de tweede cd wordt ook gezongen.

## CD1 Between Two
Bighem en Hufford spelen alle instrumenten behalve dat John Robertson gitaar speelt op (8) en E-bow op (6). Alle composities zijn van Bihem en Hufford.

### Composities
1. Ifrane I
2. Azrou
3. Melilla
4. Mapudah
5. Ifrane II
6. Nablus
7. Coro
8. Bouira
9. Sefrou
10. Ifrane III

## CD2 Between Voices
Bighem en Hufford spelen alle instrumenten en hebben de tot stand gekomen muziek rondgezonden aan een aantal zangers / zangeressen ; deze mochten de melodieën aanvullen naar hun eigen idee. De basismuziek is gelijk aan CD1.

### Composities
1. Wait for me; zang: Kalli Hakornarson en Trinah Maerz
2. Its’a shame; zang Gemma Hayes
3. Cool is the night; zang Richard Walters
4. Broken doll; zang Helen Lawson
5. Dead moon on the rise; zang Kalli Hakornarson
6. In the bottom of the sea ; zang Kristin Fjellseth (*)
7. The travellers; zang Davide Combusti als The Niro
8. Spring lullaby (Haru no komori uta); zang Yuki Chikudate

(*) Deze track is in het Noors ingezongen, hetgeen ervoor zorgde dat Bighem en Hufford geen idee hadden waar de tekst over ging.